# Louis-Christian de Stolberg-Gedern
Louis-Christian de Stolberg-Gedern (Ludwig Christian zu Stolberg-Gedern (allemand) - (Ilsenburg, 8 septembre 1652 - Gedern, 27 août 1710) est un noble allemand, fils d'Henri-Ernest de Stolberg (1593-1672) et de Anne-Elisabeth de Stolberg-Wernigerode (1624-1668). 

## Famille
Le 16 novembre 1680 il se marie à Neuenstadt avec la princesse Sophie-Dorothée de Wurtemberg-Neuenstadt (1658-1681), fille du duc Frédéric de Wurtemberg-Neuenstadt (1615-1682) et de Claire Augusta de Brunswick-Lunebourg (1632-1700). Le mariage n'a pas d'enfants. 
Il se remarie le 14 mai 1683 à Güstrow avec la princesse Christine de Mecklembourg-Güstrow (1663-1749), fille du duc Gustave-Adolphe de Mecklembourg-Güstrow (1633-1695) et de la princesse Madeleine-Sibylle de Holstein-Gottorp (1631-1719). Ils ont :
- Gustave-Adolphe (1684-1684)
- Gustave-Ernest (1685-1689)
- Frédérique-Charlotte (1686-1739)
- Émilie-Augusta (1687-1730)
- Christine-Louise (1688-1691)
- Albertine-Antonia (1689-1689)
- Charles-Louis (1689-1691)
- Gustava-Magdalena (1690-1691)
- Christian-Ernest (1691-1771)
- Christine-Éléonore (1692-1745)
- Frédéric-Charles de Stolberg-Gedern (1693-1767), marié avec Louise-Henriette de Nassau-Sarrebruck (1705-1766).
- Ernestine-Wilhelmine (1695-1759)
- Frédérique-Louise (1696-1697)
- Louis-Adolphe (1697-1698)
- Henri-Auguste (1697-1748)
- Sophie-Christine (1698-1771)
- Ferdinande-Henriette de Stolberg-Gedern (1699-1750), mariée avec Georges-Auguste d'Erbach-Schönberg (1691-1758).
- Ludolf-Lebrecht (1701-1702)
- Christian-Louis (1701-1701)
- Augusta-Marie (1702-1768)
- Caroline-Adolphine (1704-1707)
- Philippine-Louise (1706-1744)